# David Bek (film)
Pour plus de détails, voir Fiche technique et Distribution.
David Bek (en arménien : Դավիթ-Բեկ ; en russe : Давид-Бек) est un film soviétique d'aventure biographique et dramatique réalisé par Hamo Beknazarian et sorti en 1944. Inspiré du roman éponyme (en) de Raffi paru en 1882, il raconte la vie du révolutionnaire arménien David Bek. Les rôles principaux du film sont joués par Hrachia Nersisyan, Avet Avetisyan (en) et Hasmik.

## Fiche technique
- Titre : David Bek
- Réalisation : Hamo Beknazarian
- Scénario : Hamo Beknazarian, Yakov Doukor (ru), Vladimir Soloviov, Sagatel Arutiunian
- Photographie : Garosh Bek-Nazaryan (lieu de tournage), Dmitri Feldman (ru) (studio)
- Musique : Ashot Satian (en)
- Paroles des chansons : Avetik Issahakian
- Société de production : Yerevan Film Studio
- Genre : film biographique
- Format : noir et blanc - Mono
- Pays d'origine : Union soviétique
- Langue : Arménien, russe
- Durée : 94 minutes
- Date de sortie :
  -  Union soviétique : 14 février 1944

## Distribution
- Hrachia Nersisyan : David Bek (voix : Nikolaï Bogolioubov)
- Avet Avetisyan (en) : Melik Frangyul (voix : Ruben Simonov)
- Hasmik : Nany
- Evgueni Samoïlov : Kassianov
- Arus Asryan : Zeynab
- Grigor Avetyan (ru) : le chroniqueur
- Levon Zohrabyan : Bayandur
- Murad Kostanyan : Rashid-mirza (voix : Sergueï Martinson)
- David Malyan (en) : Shahumyan
- Tigran Ayvazyan : Tigran
- Vaghinak Marguni : Aslamaz Kuli Khan (voix : Lev Sverdline)
- Frunze Dovlatyan (en) : Melik Mansour
- Tatiana Makhmuryan : Gayane
- Levon Shahparonyan : Gor
- Vladimir Ierchov (ru) : Pierre le Grand
- Lev Sverdline : l'ambassadeur russe
- Ivan Perestiani : la nonce du Pape
- Arman Kotikyan : Ahmed
- H. Stepanyan : Taras
- David Pogosyan : le poète